# Focus (песма)
 (срп. Фокус) је прва песма са албума Dangerous Woman америчке пјевачице Аријана Гранде.